# تسطيح (تصنيع)
في التصنيع والهندسة الميكانيكية، يُعتبر التسطيح (بالإنجليزية: Flatness)‏ شرطًا هندسيًا مهمًا لقِطع العمل والأدوات. ويُقصد بالتسطيح أو الاستواء أنه حالة السطح أو المستوى المتوسط المشتق الذي يحتوي على جميع العناصر في مستوى واحد.
لقد وفرت قياسات الأبعاد الهندسية والتسامحات طرقًا كمية محددة هندسيًا لتحديد المادة المُسطحةمن الناحية التشغيلية. يمكن تعريف انحراف التسوية Flatness deviation من حيث ملاءمة المربعات الصغرى للمستوى ("التسطيح الإحصائي") أو أسوأ الحالات (المسافة بين أقرب مستويين متوازيين داخلهما). يمكن تحديد قيمة انحراف التسوية لمنطقة معينة و/أو على سطح بأكمله.
في تصنيع الأجزاء والتجميع الدقيق، وخاصة حيث تكون هناك حاجة إلى توصيل الأجزاء عبر مساحة سطحية بطريقة محكمة الغلق ضد الهواء air-tight أو السوائل، فإن التسطيح هو صفة أساسية للأسطح المصنعة. يجري معالجة هذه الأسطح أو تجليخها عادةً لتحقيق الدرجة المطلوبة من التسطيح. إن قياس مثل هذا السطح يمكن أن يؤكد ويضمن تحقيق الدرجة المطلوبة من التسطيح كخطوة أساسية في عمليات التصنيع.
عند وجود جزأين مسطحين إلى حوالي 1 شريط ضوء الهيليوم (helium light band HLB) معًا، مما يعني أنهما سوف يلتصقان ببعضهما البعض عند وضعهما في وضع تلامس. تُستخدم هذه الظاهرة عادةً مع قوالب القياس.

## التاريخ
قام السير جوزيف وايتورث بترويج أول طريقة عملية لصنع أسطح مستوية دقيقة خلال ثلاثينيات القرن التاسع عشر، باستخدام تقنية أزرق المهندس engineer's blue والكشط scraping على ثلاثة أسطح تجريبية trial surfaces، فيما يُعرف بطريقة وايتورث ذات الألواح الثلاثة.  من خلال اختبار الثلاثة أسطح في ثنائيات ضد بعضهم البعض، يجري التأكد من أن الأسطح أصبحت مُسطحة. لاحظ أن استخدام سطحين سيؤدي إلى الحصول على سطح مقعر وسطح محدب. في النهاية يمكن الوصول إلى نقطة حيث يمكن رؤية العديد من نقاط الاتصال داخل كل بوصة مربعة، وفي هذا الوقت تكون الأسطح الثلاثة مسطحة بشكل موحد إلى حد كبير. لا تعتمد هذه الطريقة على أسطح مرجعية reference surfaces مسطحة أخرى أو أدوات دقيقة أخرى، وبالتالي تحل مشكلة التمهيد bootstrapping problem لكيفية إنشاء أول سطح مسطح دقيق.
حتى قيام وايتورث بإدخال تقنية الكشط، كانت نفس طريقة الألواح الثلاثة تُستخدم من خلال تقنيات التلميع، مما أدى إلى نتائج أقل دقة. ولذلك فقد أدت طريقة وايتورث إلى انفجار في تطوير الأدوات وأجهزة القياس الدقيقة باستخدام تقنيات توليد السطح المُسطح كأساس لمزيد من بناء الأشكال الدقيقة.

## الطريقة
عندما يجري تراكب lapped أي سطحين (نسميهما أ و ب)، فإن نتوءات السطحين سوف تتآكل مع بعضها البعض، مما يؤدي في النهاية إلى سطحين متقاربين للغاية، ولكن لا يزال من الممكن أن يكونا مقعرين أو محدبين (وبالتالي، غير مسطحين).
الفكرة الأساسية هنا هي أن نقوم بعد ذلك بلفها على سطح ثالث، ج، مع الدوران. يجري دمج الأزواج المختلفة من الأسطح معًا على التوالي، حتى تتفق الثلاثة مع بعضها البعض. من المستحيل أن يكون أي السطح مقعرًا (أو محدبًا)، في حين يتفق مع سطحين آخرين متفقين بشكل متبادل.
مع التكرار لعددٍ كافٍ، سوف تتقارب الأسطح الثلاثة لتصبح مسطحة تمامًا، حيث ستعمل التكرارات المتعاقبة لهذه التقنية على تحسين المسطح بشكل أكبر.

## المقاييس
تُعرف المواصفات القياسية ISO 12781-1  عدة مقاييس للتسطيح مثل:
- مستوى مرجعي لأقل المربعات least squares reference plane
- مستويات مرجعية للمنطقة الدنيا minimum zone reference planes
- انحراف التسطيح المحلي
- انحراف الجذر التربيعي المتوسط

تجد المقاييس ثنائية الأبعاد المذكورة أعلاه نظيرات أحادية البعد في مقاييس الاستقامة، تلك المقاييس المُحددة بواسطة المواصفات القياسية ISO 12780 على مقطع عرضي (المنحنى المستوي الناتج عن تقاطع السطح المطلوب والمستوى الممتد بواسطة الخط العمودي للسطح):
- خط مرجعي لأقل المربعات
- خطوط مرجعية للمنطقة الدنيا
- انحراف الاستقامة المحلية
- انحراف الجذر التربيعي المتوسط

## روابط خارجية
- نظرة عامة على التسطيح - أساسيات GD&T
- لوحتان سطحيتان من صنع شركة وايتورث
- ما هو التسامح الصحيح للتسطيح لتطبيق الحشية نسخة محفوظة 2 يوليو 2014 على موقع واي باك مشين.